# Таманян, Александр Ованесович
Алекса́ндр Оване́сович Таманя́н (Алекса́ндр Ива́нович Тама́нов, арм. Ալեքսանդր Հովհաննեսի Թամանյան; 4 [16] марта 1878, Екатеринодар — 20 февраля 1936[…], Ереван[…]) — русский и советский архитектор армянского происхождения, мастер ретроспективного «неоклассицизма», инженер-градостроитель; автор генерального плана Еревана, построек в Ереване, Санкт-Петербурге и Москве. Академик Императорской Академии художеств (с 1914). Народный архитектор Армянской ССР (1926). Лауреат Сталинской премии второй степени (1942 — посмертно).

## Биография
Родился в семье банковского служащего Ивана Мироновича Таманова (Таманян) и его жены Марии Эммануиловны Поповой (урожд. — Тертерян).
В 1896 году окончил Кубанское Александровское реальное училище, через два года поступил на архитектурное отделение Высшего художественного училища при Императорской Академии художеств, которое окончил в 1904 году. По словам сестры Таманяна и его друга Евгения Шретера, уже в годы обучения в Академии Таманян, просматривая чертежи и фотографии древних памятников, говорил о желании работать на исторической родине.
Первые работы Таманяна были выполнены в духе неоклассического направления, популярного в те годы. В 1909 году он работал над реконструкцией двух усадеб графов Мусиных-Пушкиных (Мологский уезд Ярославской губернии). Так, он спроектировал и построил каменный дом-особняк и службы при нём усадьбе Борисоглеб. Ещё более масштабными были работы в усадьбе Иловна: проект и постройка каменной набережной, проекты устройства парка и отделки фасадов домов, реставрация каменной церкви конца XVIII века. Работы были закончены в 1913 году; в 1914 году он приступил к проектированию дальнейшей реконструкции главного дома в Иловне, оставшейся незаконченной из-за революции. В начале 1940-х гг. обе усадьбы были затоплены Рыбинским водохранилищем.
Широкое профессиональное признание А. И. Таманяну принесла реконструкция Армянской церкви на Невском проспекте в Петербурге. Примерами его ранних работ могут быть особняк В. П. Кочубея в Царском селе (1911—1912) (совместно с Н. Е. Лансере и В. И. Яковлевым), дом князя С. Щербатова на Новинском бульваре в Москве (1911—1913), удостоенный звания лучшего дома Москвы этого[уточнить] года, совместный с В. А. Семёновым и другими архитекторами проект Города-сада для служащих железной дороги, включая туберкулёзный санаторий и железобетонный мостик на станции Прозоровская (ныне Кратово) под Москвой (1913—1923); центральное депо Казанской железной дороги в Люберцах, 1916. Интерес также представляет начатый по поручению Н. Я. Марра проект музея в Ани. Хотя он и не был осуществлён, Таманян получил возможность ознакомиться с шедеврами армянского зодчества.
В 1914 году Таманян был удостоен звания академика, в 1917 году избран председателем Совета Академии художеств на правах вице-президента и Председателем Совета по делам искусств. В 1923 он переехал в Ереван, где возглавил начавшееся в республике строительство. Таманян был главным инженером местного Совнаркома и членом ЦИК Армянской ССР (1925—1936). Таманян разработал генеральные планы ряда армянских городов и поселков, в том числе, Ленинакана (современный Гюмри) (1925), Нор-Баязета (современный Гавар) (1927) и Ахта-Ахпара (1927), Эчмиадзина (1927—1928) и др. Таманян создал первый генеральный план современного Еревана, который был одобрен в 1924 году.
Стиль Таманяна способствовал преобразованию маленького провинциального города в современную столицу Армении, крупный промышленный и культурный центр. Неоклассицизм определял творчество архитектора, однако в то же время его строения были выполнены в национальном духе (традиционная декоративная резьба по камню и др.). Среди наиболее знаменитых творений зодчего в Ереване можно выделить гидроэлектростанцию (ЕРГЭС-1, 1926), Дом оперы и балета имени А. А. Спендиарова (1926—1953), Дом правительства Армянской ССР (1926—1941) и др. Таманян также сыграл ведущую роль в развитии и восстановлении исторических ландшафтов, председательствовал в Комитете по защите исторических памятников Армении.
А. И. Таманян умер 20 февраля 1936 года в Ереване; похоронен в Пантеоне парка имени Комитаса.

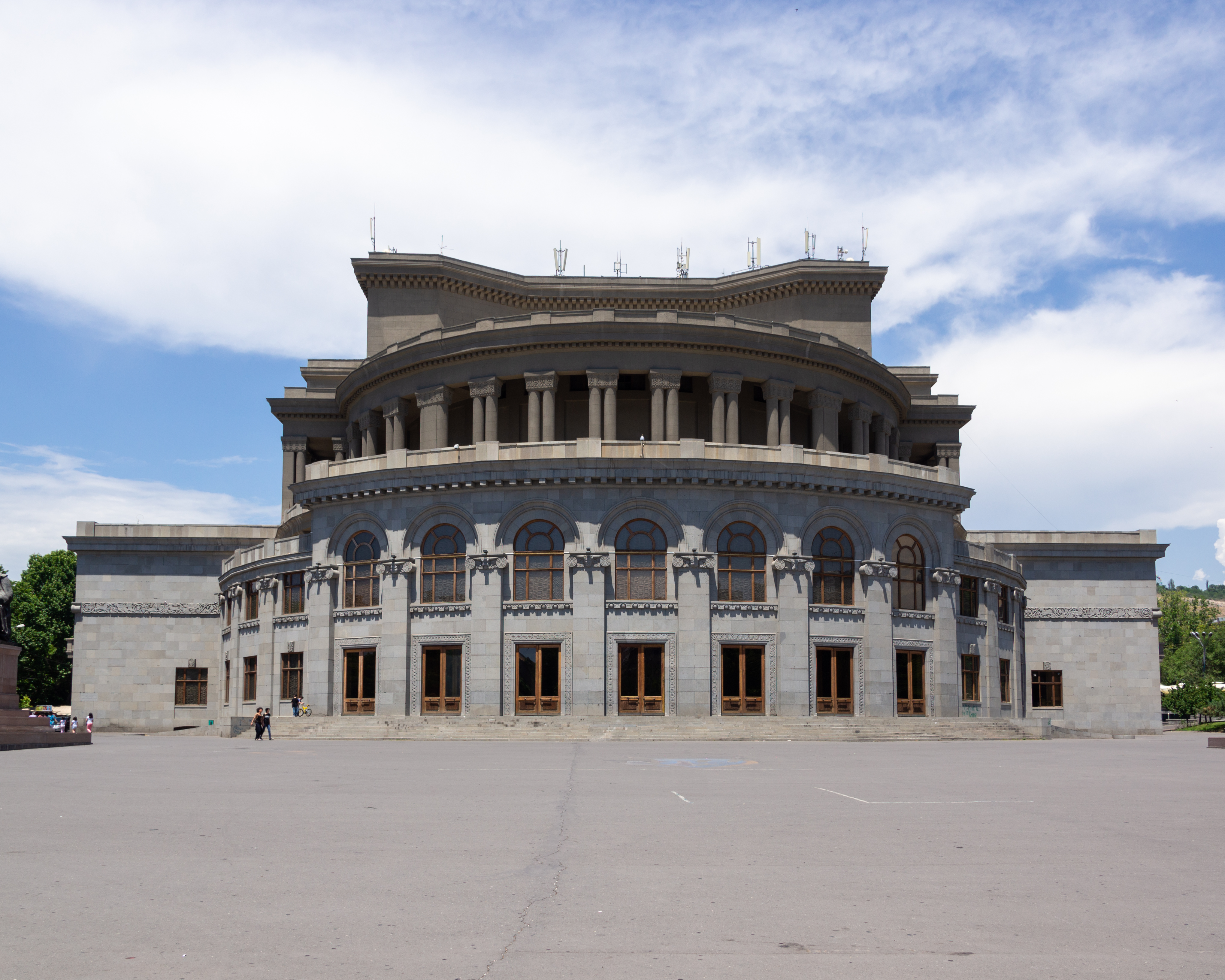
Дом оперы и балета имени А. А. Спендиарова
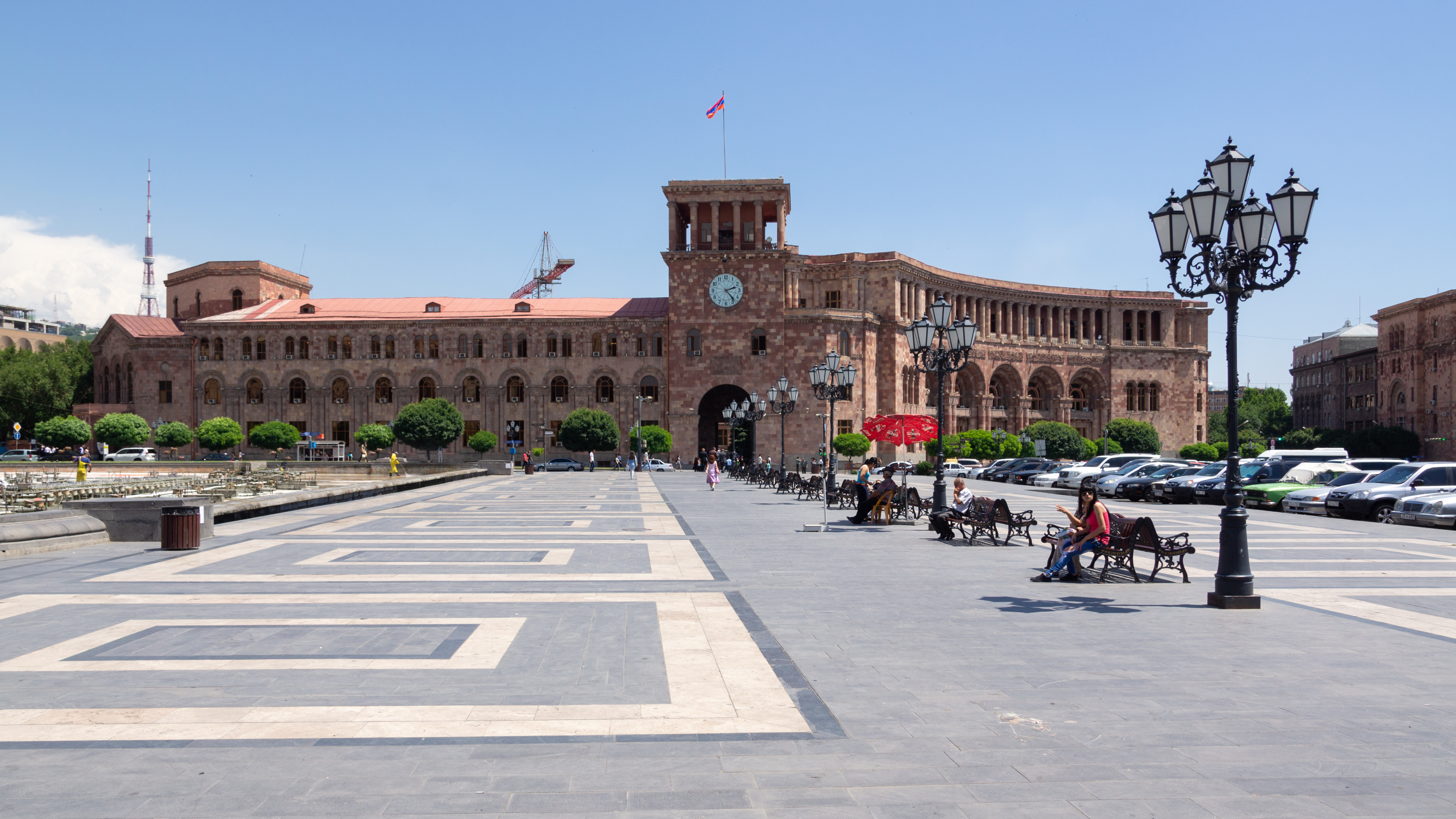
Дом правительства

## Семья
- Отец — Таманов (Таманян) Иван (Ованес) Миронович.
- Мать — Попова (урожд. — Тертерян) Мария Эммануиловна.
- Супруга — Камилла Матвеевна Эдвардс (1885—1964), дочь преподавателя английского языка, перешедшего на русскую службу британца Мэтью (Матвея Яковлевича) Эдвардса; по линии матери Камиллы Николаевны, урождённой Бенуа — внучка архитектора Николая Бенуа.  
  - Дочери — Мария (1909—1921) и Варвара (1913—1934).
  - Сыновья — архитектор Таманян Геворк (Георгий) Александрович (1910—1993) и архитектор Таманян Юлий Александрович (1922—1993). Умерли в один год.
    - Внуки — Таманян Александр Георгиевич (ум. в 2006) — был известным учёным, активным участником Карабахского движения, состоял в группе «Маапартнер» (Отряд смертников). Гаянэ Георгиевна Карамян (1944—2004) — архитектор. Таманян Григорий Юльевич и Таманян Гагик Юльевич.
      - Правнук — Гайк Таманян (р.1965) — архитектор.

## Память

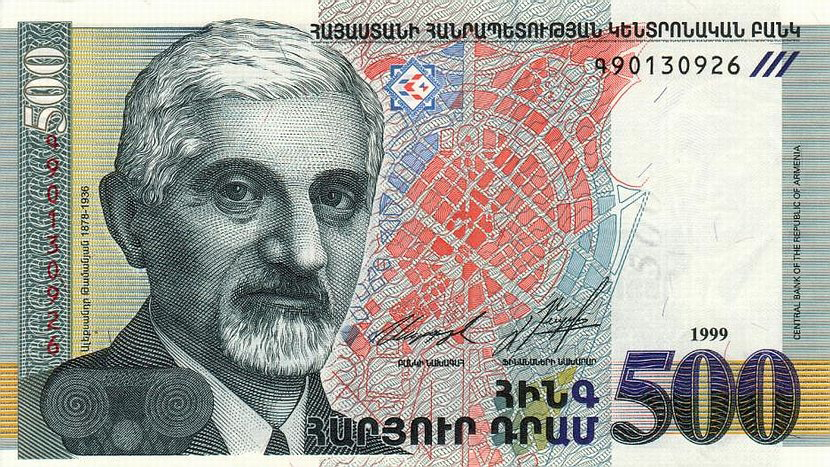
Банкнота 500 драм 1999 года

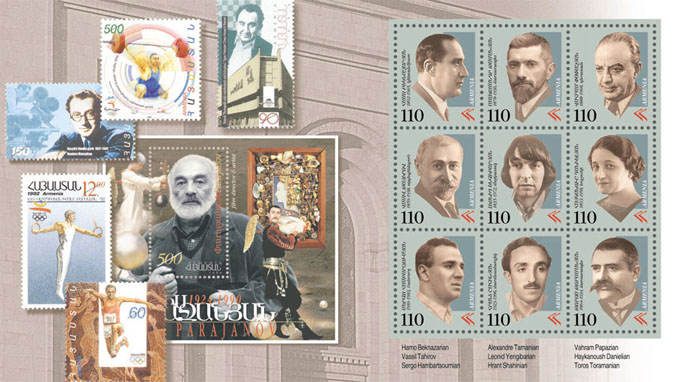
Бекназарян, Таманян, Папазян, Таиров, Енгибарян, Даниелян, Амбарцумян, Шагинян, Тороманян.

- В начале 2000-х годов в центре Еревана им был открыт архитектурный музей А. И. Таманяна.
- В 2000 году была выпущена почтовая марка Армении, посвященная Таманяну.
- Учитывая большой вклад Александра Таманяна в культуру родного народа, его портрет был помещён на купюру достоинством 500 драм.
- В Ереване есть улица Таманяна, на которой установлен памятник архитектору (1974).

## Награды и премии
- Сталинская премия второй степени (1942 — посмертно) — за архитектурный проект Дома правительства Армянской ССР (1926—1941).[10]
- Народный архитектор Армянской ССР (1924).
- Золотая медаль Всемирной выставки в Париже 1937 года[11].

## Дом правительства Армянской ССР
Вначале была спроектирована (1926—1928) и построена северо-западная часть — отдельное здание Народного комиссариата по земельным вопросам, строительство которого было завершено в 1929 году.
В 1932—1936 годах для строительства на том же месте был спроектирован занимающий территорию целого квартала комплекс Дома правительства, в который должно было гармонично вписаться и здание Народного комиссариата по земельным вопросам. Согласно этому проекту, в центральной части здания, имеющего форму неправильного пятиугольника, во внутреннем дворе, предполагалось строительство более высокого корпуса цилиндрической формы, который выполнял бы роль фойе, соединяющего отдельные части комплекса. В градостроительном плане он вместе с Народным домом (зданием Оперного театра) должен был стать стержневым доминантом проектируемого Северного проспекта. Однако в 1941 году строительство было приостановлено и проекты центральной и восточной частей комплекса не были осуществлены.
Строительство Дома правительства в 1952 году завершил старший сын автора — архитектор Геворг Таманян, с добавленным в восточной части большим залом заседаний. Дом Правительства был построен с большими сокращениями от первоначального плана (без возвышающегося центрального корпуса) вероятно из-за нехватки средств. Несмотря на это, здание очень впечатляет своей красотой.
Дом правительства является первым зданием, построенным на центральной овальной площади, предусмотренной генеральным планом Александра Таманяна в 1924 году.
Замысел проекта здания в практическом плане прост: по двум сторонам основных центральных коридоров — удобно расположенные кабинеты, гармонично скомпонованные с большим и малым залами заседаний, фойе и лестничными клетками. Фасады выполнены по-разному, в соответствии со своей градостроительной ролью и окружающей застройкой. Расположенный по касательной к площади главный фасад выполнен в ритме пяти арок, опирающихся на монументальные колонны, над которыми поясом простирается открытый балкон. На северной стороне он примыкает к башне, увенчанной прямоугольной ротондой. На улицах, примыкающих к площади, фасады оформлены проще и сдержанней, однако это различие не предполагает противопоставления. Благодаря постепенным и плавным угловым переходам все здание воспринимается как единый и гармоничный архитектурный замысел. В декоративных разработках автор творчески использовал элементы средневековой армянской архитектуры (Текор, Двин) и монументальной скульптуры.
Здание построено из розового фельзитового туфа, на базальтовом основании.